# Jesús Loroño
Jesús Loroño Arteaga (* Larrabezúa, 10 de janeiro de 1926 – † Larrabezúa, 12 de agosto de 1998). Foi um ciclista espanhol, profissional entre os anos 1945 e 1962, durante os quais conseguiu 65 vitórias.
A sua especialidade eram as etapas de montanha, como provam o Campeonato nacional na especialidade e a classificação da montanha do Tour de France de 1953. Rivalizou em dito terreno com Federico Bahamontes, ainda que ambos se encontravam na mesma equipa.

## Palmarés
| - 1947 - Subida ao Naranco - Subida a Arantzazu - 1949 - Subida a Arrate - Circuito de Getxo - 1951 - 1 etapa da Volta à Catalunha - 1953 - Classificação da montanha do Tour de France , mais 1 etapa - 1954 - Campeonato da Espanha de Montanha - Iurreta - 1955 - 2 etapas da Volta à Catalunha - 1 etapa do Circuito Montanhês - Subida à Atalaya (Santander) | - 1956 - 1 etapa da Volta às Astúrias - Grande Prêmio da Bicicleta Eibarresa - 2.º na Volta a Espanha - 1957 - Volta a Espanha , mais 1 etapa - Volta à Catalunha , mais 1 etapa - 5.º no Tour de France - Urduliz - 1958 - Grande Prêmio da Bicicleta Eibarresa, mais 1 etapa - 1 etapa da Volta a Espanha - 3.º no Campeonato da Espanha em Estrada - 1960 - 2.º no Campeonato da Espanha em Estrada - 1 etapa da Bicicleta Eibarresa - Muxika - 1961 - 2.º no Campeonato da Espanha em Estrada |

## Resultados em Grandes Voltas e Campeonatos do Mundo
Durante a sua carreira desportiva tem conseguido os seguintes postos nas Grandes Voltas e nos Campeonatos do Mundo em estrada:
| Carreira           | 1945 | 1946 | 1947 | 1948 | 1949 | 1950 | 1951 | 1952 | 1953 | 1954 | 1955 | 1956 | 1957 | 1958 | 1959 | 1960 | 1961 | 1962 |
| ------------------ | ---- | ---- | ---- | ---- | ---- | ---- | ---- | ---- | ---- | ---- | ---- | ---- | ---- | ---- | ---- | ---- | ---- | ---- |
| Giro d'Italia      | X    | -    | -    | -    | -    | -    | -    | -    | 43.º | 24.º | -    | -    | -    | 7.º  | -    | -    | -    | -    |
| Tour de France     | X    | X    | -    | -    | -    | -    | -    | -    | 50.º | -    | 20.º | 29.º | 5.º  | -    | -    | 21.º | -    | -    |
| Volta a Espanha    | -    | -    | -    | 21.º | X    | 10.º | X    | X    | X    | X    | 4.º  | 2.º  | 1.º  | 8.º  | 18.º | 9.º  | 10.º | 13.º |
| Mundial em Estrada | X    | -    | -    | -    | -    | -    | -    | -    | 24.º | -    | -    | -    | -    | Ab.  | -    | -    | -    | -    |

-: não participa

Ab.: abandono

X: edições não celebradas